# Это здорово
Это здорово (срп. То је сјајно) је песма број четири са албума Дышу тишиной руског музичара Николаја Носкова.

## О песми
Повод теме песме се десио у Сједињеним Америчким Државама, у периоду када је Николаj напустио бенд Горки Парк због породичних околности, и када је стигао позив из Русије - да му се родила кћер. Он је стајао насред улице, луд од среће, гледајући у небо и вриштао. Носков је рекао да је написао музику пре коначно разрађеног текста. Песма се изводи у жанру симфонични рок. Ова песма је постала заштитни знак певача. За песму Носков је добио два "Златна Грамофона" у 2000. и 2015. на церемонији годишњице.

## Спот
Видео спот је снимљен на крову зграде у рано јутро.